# Netdoktor.at
netDoktor.at ist ein österreichisches Gesundheitsportal in Besitz der Hubert Burda Media Holding Kommanditgesellschaft.
Ziel von netDoktor.at ist es, medizinische Informationen in einer allgemein verständlichen Sprache zu vermitteln.

## Inhalte
Das Portal bietet unabhängige medizinische Informationen für Patienten bzw. interessierte Laien. Ein ständig wachsendes Netzwerk österreichischer Ärzte sorgt für die fachliche Qualität von netDoktor.at. Die von der Medizinredaktion erstellten und aktualisierten Texte werden von entsprechenden Ärzten geprüft und überarbeitet. Redaktionelle Unabhängigkeit ist eines der obersten Prinzipien des Portals. Um diese zu gewährleisten, besteht eine scharfe Abgrenzung zwischen Redaktion einerseits sowie Geschäftsleitung und Verkauf andererseits. Sponsoren und Inserenten haben keine Möglichkeit, auf die Inhalte von netDoktor.at Einfluss zu nehmen.

„Das klassische Gesundheitsportal bietet Gesundheitsinformationen. Im »NetDoktor« (netdoktor.at) findet man beispielsweise zu einem Symptom wie »Sodbrennen« eine kurze Beschreibung des Symptoms, der möglichen Ursachen und Erkrankungen sowie Antworten zur Frage: Wann müssen Sie zum Arzt? Was macht der Arzt? Was können Sie selbst tun?“

Ziel ist die Förderung der Autonomie von Patienten sowie deren Fähigkeit zur Selbstsorge. Diese wurden von der Bioethikkommission des Österreichischen Bundeskanzleramtes als wünschenswerte Ziele im Rahmen der Gesundheitsvorsorge definiert.

## Geschichte
Die Idee von netDoktor.at geht auf den Arzt Carl Brandt zurück. Gemeinsam mit dem Journalisten Rune Bech gründet er 1997/98 das dänische Portal NetDoktor mit dem Ziel, allen Menschen Zugang zu zeitgemäßer und verständlicher medizinischer Information zu ermöglichen.
Das Konzept wurde infolge nach Norwegen, Deutschland, Österreich, Schweden und Großbritannien exportiert, die NetDoktor-Gruppe war zu dem Zeitpunkt das größte europäische Gesundheitsportal. Geschäftssitz ist Dänemark. Für den österreichischen Ableger übernahm 1999 der ausgebildete Mediziner Christian Maté die medizinische Leitung und Chefredaktion. 2001 übernahm er selbst 60 Prozent der Anteile und die operative Geschäftsführung des nunmehr eigenständigen Unternehmens. Miteigentümer ist die Telekom Austria.
Ende 2012 kaufte der hinter der Gratiszeitung „Heute“ stehende AHHV-Verlag unter der Leitung von Eva Dichand netDoktor.at. Die Geschäftsführung übernahm Christof Hinterplattner, er richtete das Portal optisch und technisch neu aus, mit Fokus auf Bedienung durch mobile Endgeräte. Im Sommer 2013 startete die neue Version von netdoktor.at, die inhaltlich ihre klare Positionierung auf evidenzbasierte medizinische Information behielt. Maté selbst blieb bis Anfang 2014 Chefredakteur. Im März 2014 stieß der Internist Ludwig Kaspar zum netDoktor-Team und übernahm die medizinische Leitung der Plattform. Kaspar war zuvor Leiter der Kardiologie im Sanatorium Hera und arbeitete als stellvertretender Generaldirektor des Wiener Krankenanstaltenverbundes.
Ab Dezember 2014 erschien mit dem netdoktor Magazin auch ein periodisches Druckerzeugnis, das drei Mal jährlich gratis in den Entnahmeboxen der Tageszeitung „Heute“ ausliegt. Seit 2018 erscheinen zudem 100-seitige Sondermagazine, zuletzt mit den Titeln „Allergien & Intoleranzen“, „Mein Baby“ und „Natürlich heilen“, erhältlich in Trafiken und im Handel.
Zu Beginn des Jahres 2015 übernahm die Medienmanagerin Ursula Gastinger die Agenden von Christof Hinterplattner. Die Chefredaktion ging im selben Jahr an Elisabeth Mondl, die von der Plattform gesund.at zu netDoktor.at wechselte. Anfang 2016 Nach dem Ausscheiden Mondls trat im April 2016 die Journalistin Nicole Kolisch an ihre Stelle. Die Führungsriege wurde wenig später noch mit der Onlinerin Marlis Rumler als Portalmanagerin komplettiert, die 2019 dann auch die stellvertretende Geschäftsführung übernahm. Mit Oktober 2018 übernahm Julia Wild die Chefredaktion, nachdem sie im April 2017 ins Team geholt wurde, um die netdoktor.at-Plattform gesundheitstrends.com aufzubauen.
Im Mai 2016 expandierte netDoktor.at und stellt das Tochterportal workinmed.com online, ein Jobportal für die Gesundheitsbranche.
Zum 1. Februar 2021 übernahm die Hubert Burda Media Holding KG, dies seit 2019 in Besitz von NetDoktor.de ist, die Digitalmarken NetDoktor.at und NetDoktor.ch von der österreichischen Medienmanagerin Eva Dichand.

## Daten
netDoktor.at ist laut der österreichischen Webanalyse (ÖWA) mit über 2,6 Mio. Unique Clients und über 4 Mio. Besuchern Österreichs größtes Gesundheitsportal im Internet.

## Qualitätssicherung
netDoktor.at befolgt den HON-Standard (Health On the Net Foundation) für Gesundheitsinformationen im Internet. Damit entspricht netDoktor.at auch der geforderten „besseren Kennzeichnung qualitätsgesicherter Inhalte“.

## Auszeichnungen
Die österreichische Domain-Registry nic.at wählte netDoktor.at 2014 unter die hundert beliebtesten at.-Domains („Lieblingslinks der Nation“).
Für das Projekt „Krebsschule“ wurde die Plattform netDoktor.at 2015 mit dem Gesundheitspreis der Stadt Wien ausgezeichnet. Das im Jänner 2014 mit Unterstützung von Roche ins Leben gerufene Projekt, das Krebspatienten nach der Diagnose Orientierung bietet, wurde zudem auf die Shortlist für das „Goldene Skalpell“ (2015) gesetzt. Der Pharma Marketing Club Austria (PMCA) ehrt damit herausragende kreative Leistungen in der Life Science Branche.